# كليفورد تشارلتون
كليفورد تشارلتون (بالإنجليزية: Clifford Charlton)‏ هو لاعب كرة قدم أمريكية أمريكي، ولد في 16 فبراير 1965 في تالاهاسي في الولايات المتحدة.

## وصلات خارجية
- كليفورد تشارلتون على موقع مرجع كرة القدم المحترفة.كوم (الإنجليزية)